# Nordiske Metalvarefabrikker
A/S Nordiske Metalvarefabrikker, oprindeligt H.V. Christensen & Cos. Metalvarefabrik, var en fabrik i København.

## Historie
Fabrikken var grundlagt 1877 af grosserer H.V. Christensen (1851-1922) og fremstillede lamper til gas, elektrisk lys og petroleum samt luksusvarer i messing, kobber og bronze; firmaet havde også jernstøberi i Hørsholm. I 1904 havde fabrikken ca. 220 arbejdere og funktionærer. I 1914 blev A/S Nordiske Metalvarefabrikker stiftet med en aktiekapital på 2 mio. kr., og dette firma overtog samtidig H.V. Christensen & Co., A/S Fyens Belysningskompagni i Odense og A/S Nordisk Gasværkskompagni, Løngangsstræde 16, ligesom selskabet finansierede den i 1914 i Odense stiftede A/S A.F.P. Jensens Fabrik for elektriske Artikler.
Fabrikken opkøbte desuden i 1918 aktiekapitalen i batterifabrikken Hellesens, hvor direktør i Nordiske Metalvarefabrikker Waldemar Jacobsen i 1920 blev adm. direktør. Fabrikken lukkede i 1940'erne (eller 1934?).
17. januar 1884 anmeldte firmaet et varemærke (reg. 1884 nr. 6): "En tændt Aladdinslampe, hvorover er anbragt et latinsk C og deri et H med et V underneden."
Fra 1895 lå fabrikken i Ryesgade 3 på Nørrebro i bygninger opført 1874 på det tidligere amtssygehus grund og udvidet 1896 af Philip Smidth. Magnafon A/S overtog lokaliteten. Bygningen, hvis vinduer er blevet ændret, er ejet af C.W. Obel og huser i dag bl.a. Nørrebro Bryghus. Fabrikken havde et udsalg på Amagertorv 25.
Fra 1914 var konsul Frederik Hey bestyrelsesformand. Andre bestyrelsesmedlemmer var Valdemar Ludvigsen og H.P. Prior. 1925-34 var overretssagfører Albert Helweg-Larsen (1876-1952) medlem af bestyrelsen.
1917-19 var ovennævnte Waldemar Jacobsen direktør. En anden direktør var Einar Paul Assam Graae (1881-?).
Erhvervsarkivet har selskabets forhandlingsprotokol fra 1914 til 1934.